# NXT TakeOver: WarGames II (2018)
L'édition WarGames de NXT TakeOver est une manifestation de catch produite par World Wrestling Entertainment (WWE), une fédération de catch américaine, qui est diffusée sur le WWE Network et visible uniquement en streaming payant sur ce même site. Cet événement met en avant les membres de NXT, le club-école de la WWE. L'événement se déroule le 17 novembre 2018 a Los Angeles en Californie. Il s'agît de la deuxième édition du NXT TakeOver: WarGames,.

## Contexte
Les spectacles de la World Wrestling Entertainment (WWE) sont constitués de matchs aux résultats prédéterminés par les scénaristes de la WWE. Ces rencontres sont justifiées par des storylines – une rivalité avec un catcheur, la plupart du temps – ou par des qualifications survenues dans les shows de la WWE telles que Raw, SmackDown et NXT. Tous les catcheurs possèdent une gimmick, c'est-à-dire qu'ils incarnent un personnage gentil (Face) ou méchant (Heel), qui évolue au fil des rencontres. Un événement comme WarGames II est donc un événement tournant pour les différentes storylines en cours,.

## Tableau des matchs
| Ordre par numéros                                                                         | Résultat | Stipulation(s)                                          | Temps |
| ----------------------------------------------------------------------------------------- | --- | ------------------------------------------------------- | ----- |
| 1                                                                                         | Matt Riddle bat Kassius Ohno | Match simple                                            |       |
| 2                                                                                         | Shayna Baszler (c) bat Kairi Sane (2-1) | 2 Out of 3 Falls match pour le NXT Women's Championship |       |
| 3                                                                                         | Aleister Black bat Johnny Gargano | Match simple                                            |       |
| 4                                                                                         | Tommaso Ciampa (c) bat The Velveteen Dream | Match simple pour le NXT Championship                   |       |
| 5                                                                                         | Ricochet, Pete Dunne et les War Raiders (Hanson et Rowe) battent The Undisputed Era (Adam Cole, Bobby Fish, Kyle O'Reilly et Roderick Strong) | WarGames match                                          |       |
| La lettre C placée entre parenthèses désigne la personne ou l’équipe championne en titre. | |                                                         |       |